# Campeonato Europeo de Bádminton de 2000
El XVII Campeonato Europeo de Bádminton se celebró en Glasgow (Reino Unido) del 25 al 29 de abril de 2000 bajo la organización de la Unión Europea de Bádminton (EBU) y la Organización Bádminton de Escocia.
Las competiciones se realizaron en la Arena Deportiva Internacional Kelvin Hall de la ciudad escocesa.

## Medallistas
| Evento               | Oro                                   | Plata                                        | Bronce |
| -------------------- | ------------------------------------- | -------------------------------------------- | --- |
| Individual masculino | Peter Gade Dinamarca                  | Poul-Erik Høyer Larsen Dinamarca             | Richard Vaughan Gales Kenneth Jonassen Dinamarca                                                             |
| Dobles masculino     | Jens Eriksen Jesper Larsen Dinamarca  | Pär-Gunnar Jönsson · Peter Axelsson · Suecia | Simon Archer · Nathan Robertson · Inglaterra Michał Łogosz · Robert Mateusiak · Polonia                      |
| Individual femenino  | Camilla Martin Dinamarca              | Marina Andrievskaya · Suecia                 | Kelly Morgan Gales Mette Sørensen Dinamarca                                                                  |
| Dobles femenino      | Donna Kellogg Joanne Goode Inglaterra | Rikke Olsen Helene Kirkegaard Dinamarca      | Marina Yakusheva · Irina Rusliakova · Rusia Nicole van Hooren · Lotte Jonathans · Países Bajos               |
| Dobles mixto         | Michael Søgaard Rikke Olsen Dinamarca | Jens Eriksen Mette Schjoldager Dinamarca     | Jon Holst-Christensen · Ann-Lou Jørgensen · Dinamarca Christiaan Bruil · Erica van den Heuvel · Países Bajos |

## Medallero
| Núm. | País         | Oro | Plata | Bronce | Total |
| ---- | ------------ | --- | ----- | ------ | ----- |
| 1    | Dinamarca    | 4   | 3     | 3      | 10    |
| 2    | Inglaterra   | 1   | 0     | 1      | 2     |
| 3    | Suecia       | 0   | 2     | 0      | 2     |
| 4    | Gales        | 0   | 0     | 2      | 2     |
| 4    | Países Bajos | 0   | 0     | 2      | 2     |
| 6    | Polonia      | 0   | 0     | 1      | 1     |
| 6    | Rusia        | 0   | 0     | 1      | 1     |
|      | TOTAL        | 5   | 5     | 10     | 20    |